# جان دیکسن کار
 جان دیکسن کار (انگلیسی: John Dickson Carr؛ ۳۰ نوامبر ۱۹۰۶ – ۲۸ فوریهٔ ۱۹۷۷) یک نویسنده اهل ایالات متحده آمریکا بود.